# 서덜랜드 폭포
서덜랜드 폭포(Sutherland Falls)는 뉴질랜드 남섬 밀퍼드 사운드 근처에 있는 580m 높이의 폭포이다. 높이는 580로 꼭대기 물줄기가 248m, 중간이 229m, 하단부가 103m이며, 오랫동안 뉴질랜드에서 가장 높은 폭포로 생각되어 왔다. 하지만, 다우트풀 사운드에 있는 브라운 폭포의 폭포단이 843m로 가장 길다.
서덜랜드 폭포의 기저부까지는.

## 같이 보기
- 밀퍼드 트랙